# Sebastjan Jeretič
Sebastjan Jeretič, slovenski strokovnjak za komuniciranje, politični analitik, in politični svetovalec, *datum neznan.
Je strokovnjak za strateško komuniciranje in eden od pionirjev nevromarketinga v Sloveniji.

## Izobrazba
Jeretič je diplomiral leta 1996 na Fakulteti za družbene vede v Ljubljani, z nalogo Sistem za implementacijo človekovih pravic v okviru Sveta Evrope. Nato je leta 2008 magistriral iz političnega komuniciranja na Fakulteti za podiplomski humanistični študij z magistrsko nalogo Preokvirjanje in pragmatična anticipacija za učinkovit politični diskurz.  Leta 2023 je nazadnje še doktoriral na FDV, z disertacijo Kontekst odločanja volivcev.

## Kariera
Od leta 1998 do 1999 je bil predsednik Mladega foruma SD. Dolga leta je bil strateški svetovalec stranke Socialni demokrati. Kasneje je ustanovil lastno podjetje Neurovirtu d.o.o., ki se ukvarja s strateškim in komunikacijskim svetovanjem. Bil je svetovalec predsednika NSi Mateja Tonina ter piranskega politika Petra Bossmana, proti kateremu je leta 2014 neuspešno kandidiral za župana Občine Piran. Od novembra 2020 do konca leta 2021 je bil svetovalec nekdanjega predsednika Konkretno (SMC) in takratnega ministra za gospodarstvo Zdravka Počivalška.

## Delovanje v medijih
Jeretič je od leta 2017 do 2021 sodeloval kot stalni komentator v šestih sezonah oddaje Faktor na TV3 Slovenija. Konec leta 2021 se je umaknil iz javnega nastopanja in se nato v oddajo vrnil jeseni 2023, kjer trenutno redno komentira aktualno politično dogajanje.